# Atempan
Atempan är en ort i Mexiko.   Den ligger i kommunen Atempan och delstaten Puebla, i den sydöstra delen av landet, 180 km öster om huvudstaden Mexico City. Atempan ligger 1 960 meter över havet och antalet invånare är 5 284.
Terrängen runt Atempan är lite bergig, och sluttar norrut. Runt Atempan är det ganska tätbefolkat, med 134 invånare per kvadratkilometer. Närmaste större samhälle är Teziutlan, 10,6 km öster om Atempan. I omgivningarna runt Atempan växer huvudsakligen savannskog.